# Opilioparamo
Opilioparamo is een geslacht van hooiwagens uit de familie Zalmoxioidae.
De wetenschappelijke naam van het geslacht werd in 1987 door M.A. González-Sponga gepubliceerd als Paramo, maar die naam was in 1977 al door Adams & Bernard gebruikt voor een geslacht van vlinders uit de familie Nymphalidae. In 2008 publiceerde Hüseyin Özdikmen daarop het nomen novum Opilioparamo voor het geslacht van hooiwagens.

## Soorten
- Opilioparamo meridensis
- Opilioparamo regaladoi